# Cocky
Cocky – piąty album studyjny amerykańskiego wokalisty i muzyka Kid Rocka. Wydawnictwo ukazało się 20 listopada 2001 roku nakładem wytwórni muzycznej Atlantic Records.

## Lista utworów
Opracowano na podstawie materiału źródłowego.
| Nr  | Tytuł utworu                                 | Autorzy                                                                                            | Długość |
| --- | -------------------------------------------- | -------------------------------------------------------------------------------------------------- | ------- |
| 1.  | „Trucker Anthem”                             | M. O'Brien, D. Reeves, R.J. Ritchie, M. Shaffer, H. Stothart, D. McDaniels, R. Simmons, J. Simmons | 4:39    |
| 2.  | „Forever”                                    | F. Beauregard, Ritchie, Shaffer                                                                    | 3:46    |
| 3.  | „Lay It on Me”                               | Ritchie, Shaffer                                                                                   | 4:56    |
| 4.  | „Cocky”                                      | Beauregard, Ritchie, Shaffer                                                                       | 3:57    |
| 5.  | „What I Learned Out on the Road”             | Ritchie, Shaffer                                                                                   | 4:58    |
| 6.  | „I'm Wrong, But You Ain't Right”             | Ritchie                                                                                            | 4:56    |
| 7.  | „Lonely Road of Faith”                       | Ritchie                                                                                            | 5:28    |
| 8.  | „You Never Met a Motherfucker Quite Like Me” | Ritchie, R. Van Zant, A. Collins                                                                   | 4:53    |
| 9.  | „Picture” (featuring Sheryl Crow)            | Ritchie, Sheryl Crow                                                                               | 4:58    |
| 10. | „I'm a Dog”                                  | Ritchie, K. Olson                                                                                  | 3:36    |
| 11. | „Midnight Train to Memphis”                  | Ritchie, Shaffer                                                                                   | 4:44    |
| 12. | „Baby Come Home”                             | Ritchie                                                                                            | 3:08    |
| 13. | „Drunk in the Morning”                       | Ritchie                                                                                            | 5:31    |
| 14. | „WCSR” (featuring Snoop Dogg)                | Ritchie, Broadus                                                                                   | 4:44    |
|     |                                              | | 1:04:14 |

## Listy sprzedaży
| Lista                    | Kraj              | Pozycja | Status             |
| ------------------------ | ----------------- | ------- | ------------------ |
| Billboard 200            | Stany Zjednoczone | 3       | 5x platynowa płyta |
| Billboard Catalog Albums | Stany Zjednoczone | 3       | 5x platynowa płyta |
| Media Control Charts     | Niemcy            | 15      |                    |
| Ö3 Austria Top 40        | Austria           | 10      |                    |
| UK Albums Chart          | Wielka Brytania   | 137     |                    |